# Institución Albert Einstein
La Institución Albert Einstein es una organización  fundada por Gene Sharp en 1983. Entre sus fines está el estudio y la e del uso de la acción no violenta para "democratizar" el mundo.
La Institución Albert Einstein ha sido acusada de haber estado detrás de las revoluciones de colores.